# Nyiva Mwendwa
Nyiva Mwendwa est une femme politique kényane.
En 1974, elle est élue pour la première fois députée. Elle sera réélue à ce poste en 1992 puis à nouveau en 2002.
En mai 1995, elle est nommée ministre de la Culture et des Affaires sociales, devenant ainsi la première femme ministre de son pays.